# Gil Gomes
Pour les articles homonymes, voir Gomes.
Gil Gomes, de son nom complet Nélson Gil de Almeida Gomes, plus communément appelé Gil, est un footballeur portugais né le 2 décembre 1972 à Luanda. Il évoluait au poste d'attaquant.

## Biographie
Il fait partie des champions du monde des moins de 20 ans en 1991.

## Carrière
- 1991-1992 :  AD Ovarense
- 1992-1993 :  Tours FC
- 1993-1994 :  Sporting Braga
- 1994-1995 :  CF Estrela da Amadora
- 1995-1996 :  Yverdon-Sport FC
- 1996-1997 :  FC Wil
- 1997 :  KiXX de Philadelphie
- 1998 :  Jacksonville Cyclones
- 1998 :  Sheffield Wednesday
- 1998-1999 :  AS Avellino
- 1999-2000 :  Welwitchia
- 2000-2001 :  Hendon FC
- 2001-2002 :  Middlewich Town FC
- 2002-2003 :  Salford City FC
- 2003-2004 :  Hyde FC
- 2004-2006 :  New East Manchester[1],[2]

## Palmarès

### En sélection
- Vainqueur de la Coupe du monde des moins de 20 ans en 1991
- Finaliste de l'Euro espoirs en 1994